# Липновский уезд
Липновский уезд — административная единица в составе Плоцкой губернии Российской империи, существовавшая c 1837 года по 1919 год. Административный центр — город Липно.

## История
Уезд образован в 1837 году в составе Плоцкой губернии. В 1919 году преобразован в Липновский повят Варшавского воеводства Польши.

## Население
По переписи 1897 года население уезда составляло 88 533 человек, в том числе в городе Липно — 6807 жит., в безуездном городе Добржин — 2485 жит.

### Национальный состав
Национальный состав по переписи 1897 года:
- поляки — 65 470 чел. (73,9 %),
- немцы — 16 652 чел. (18,8 %),
- евреи — 4936 чел. (5,6 %),
- русские — 1276 чел. (1,4 %),

## Административное деление
В 1913 году в состав уезда входило 17 гмин: 
| - Бобровники — пос. Бобровники, - Брудзень — с. Брудзень, - Добржеевице — с. Добржеевице, - Кикол — пос. Кикол, - Клокоцк — с. Радомице, - Мазовше — с. Мазовше, - Новогруд — с. Новогруд, - Оброво — с. Черниково, - Олешно — с. Задушники, | - Оссувка — с. Оссувка, - Осек — с. Лигово, - Скемпе — пос. Скемпе, - Тлухово — с. Тлухово, - Халин — с. Халин, - Чарне — с. Вельге, - Шпеталь — с. Шпеталь-Дольний, - Ястржембе — г. Липно. |